# Giulio Camillo Delminio
Giulio Camillo Delminio (1480 — 1544.), talijanski filozof hrvatskog podrijetla. Najpoznatiji je po svojoj utopijskoj ideji "teatra sjećanja", preteči novovjekovne ideje znanja objedinjenog u formi enciklopedije. 
 Jedan od najstarijih književnika duvanjskog kraja. Bio je izbjeglica. Spada u "božanske ljude" 16. stoljeća (Slobodan Prosperov Novak).

## Životopis
Rođen je oko 1480. godine u Furlaniji na sjeveroistoku Italije. Ime Delminio uzeo je po rodnom mjestu svoga oca koji je u Italiju došao s područja Dalmacije. Na Sveučilištu u Padovi studirao je filozofiju i pravo. Tijekom svog života živio je u brojnim gradovima Italije i Europe dolazeći u kontakt s brojnim uglednicima iz umjetničkog, znanstvenog i političkog života tadašnjeg vremena. Među njima su bili i astronom i liječnik Girolamo Fracastoro, pjesnici Pietro Aretino i Pietro Bembo, slikari Aldo Manuzio i Tizian, te možda najugledniji od njih humanist, filozof i filolog Erazmo Roterdamski. Na poziv francuskog kralja Franje I., Giulio Camillo 1530. dolazi u Pariz gdje uz kraljevu financijsku pomoć ostaje sve do 1537. godine radeći na rukopisu svoje knjige L’ Idea del Theatro . Rad nastavlja i nakon povratka u Italiju, u Milano, gdje i umire 1544. Njegova knjiga L’ Idea del Theatro  objavljena je u Firenzi 1550. godine.